# Ilha de Cotijuba
APA da Ilha de Cotijuba é uma área de proteção ambiental (APA) localizada na ilha homônima, a terceira maior das  42 ilhas que integram a região insular (área 15 8071 km²) do município brasileiro de Belém (estado do Pará).
Localizada a 22 km ao norte da cidade, o acesso à ilha é somente por meio de embarcações que saem do distrito de Icoaraci. 
Em 1990, através de Lei Municipal a ilha foi transformada em Área de Proteção Ambiental, obrigando a preservação de seus ecossistemas. Possui uma área de cerca de 60 km² e uma costa com 20 km de praias, com algumas pouco exploradas. As mais famosas são: Praia do Vai-Quem-Quer, Praia do Farol e Praia do Amor, que possuem boa infraestrutura, como: bares, restaurantes e pousadas.

## Toponomia
A ilha foi batizada pelos seus primeiros habitantes, os indígenas tupinambás, com o topônimo "cotijuba" que em tupi significa "trilha dourada", da aglutinação dos termo "coti" que representa "trilha" ou "caminho" mais  "juba" que representa "amarelo" ou "dourado", uma referência ao solo argiloso do lugar, e as falésias amareladas que compõem a ilha.

## História
Cotijuba passou por grandes transformações no começo do século XX, período de maior desenvolvimento econômico e social, quando passou a abrigar a Colônia Reformatória de Cotijuba, chamado de Educandário Nogueira de Farias, destinado a crianças abandonados ou delinquentes (durante a ditadura militar), transformando em ilha-presídio.
Ainda é possível visitar as ruínas do educandário. Nesta ilha há mais dois prédios em ruínas: a casa do antigo intendente do estado Magalhães Barata e o Engenho Velho.

## Economia
A economia da ilha sustenta-se basicamente da pesca, agricultura de subsistência, fruticultura e turismo.